# Moshe Kaplinsky
Pour les articles homonymes, voir Kaplinsky.
Moshe Kaplinsky, né le 20 janvier 1957 à Tel Aviv, est un commandant de l'armée israélienne durant la guerre du Liban.